# Амазонска невестулка
Амазонската невестулка (Neogale africana), известна още като тропическа невестулка, е вид невестулка, местен за Южна Америка. За първи път е идентифициран от музеен екземпляр, погрешно етикетиран като идващ от Африка, оттук и научното му име.

## Таксономия
Първоначално е описана в род Порове, но проучване от 2021 г. я прекласифицира в род Neogale заедно с 2 други бивши вида Mustela, както и двата вида, класифицирани преди в Neovison.

## Описание
Най-големият от трите вида южноамерикански невестулки, амазонските невестулки са с размери 43 до 52 см дължина, включително опашка дълга 16 до 21 см. Те имат типична форма на тялото за невестулките, с дълъг, тънък торс и къси крака и уши. Късата им козина варира от червеникава до тъмнокафява на цвят в горната част на тялото и е бледо оранжево-кафява в долната част. Ивица козина със същия цвят като тази на горната част на тялото се спуска по средата на гърдите и гърлото. Мустаците са къси, а стъпалата на краката почти без косми. Женските имат три чифта зърна.

## Разпространение и местообитание
Известно е, че амазонските невестулки обитават басейна на Амазонка в северна Бразилия и източно Перу и Еквадор. Пълният обхват на техния ареал обаче е неизвестен и те вероятно обитават също Южна Колумбия, Венецуела и Гвианите, както и Северна Боливия. Регионът е покрит с тропически дъждовни гори и въпреки че не са известни подробни предпочитания за местообитанията ѝ, амазонската невестулка е откривана най-вече в близост до реки.
Признати са два подвида:
- N. a. africana (североизточна Бразилия)
- N. a. stolzmanni (северозападна Бразилия, Перу, Еквадор)

## Биология и поведение
Амазонската невестулка рядко се среща и малко се знае за нейните навици. Храни се с гризачи и други дребни бозайници и се съобщава, че изгражда дупки в пъновете на кухи дървета. Среща се на височина до 1 250 м над м.р. и се съобщава, че плува в реки или устия, понякога далеч от брега.